# İbrahim Şinasi
İbrahim Şinasi (Istanbul, 5 août 1826 ? – 13 septembre 1871) est un écrivain, traducteur et journaliste ottoman. Son parcours est marqué par une dimension novatrice : il écrit l'une des premières pièces de théâtre ottomanes, encourage la traduction de la poésie française en turc et propose une simplification de l'alphabet turc ottoman. Par l'intermédiaire de ses journaux, Tercüman-ı Ahvâl et Tasvir-i Efkâr, il diffuse les idéaux des Lumières pendant la période dite des Tanzimat (1839—1876), avec pour objectif de cultiver et d'informer les classes alphabétisées de l'Empire ottoman.
Aux côtés de son collègue et ami Namık Kemal, il milite pour une réforme en profondeur de l'empire et l'instauration d'une constitution après les Tanzimat, au sein de la société secrète des Jeunes-Ottomans à partir de 1865 ; ses efforts contribuent, après sa mort en 1871, à l'élaboration d'un nouvel ordre politique, notamment lors de la promulgation de la constitution ottomane de 1876 et de la création du parlement ottoman.

## Jeunesse

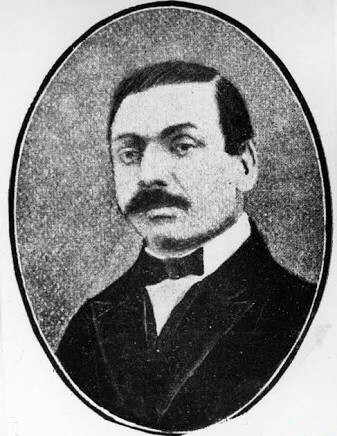
İbrahim Şinasi

İbrahim Şinasi naît dans le district de Cihangir à Constantinople, dans l'actuel district de Beyoğlu à Istanbul, autour de 1826, alors que l'Empire ottoman poursuit son déclin. Le père de Şinasi, capitaine dans l'artillerie ottomane, meurt au cours de la guerre russo-turque de 1828-1829 à Choumen, en actuelle Bulgarie. İbrahim est donc élevé par sa mère et d'autres membres de la famille. Au cours de sa scolarité, il suit des cours de persan, d'arabe et de français. Il se lie d'amitié, à un assez jeune âge, avec le diplomate et futur grand vizir Moustapha Reschid Pacha, qui l'aide à obtenir une bourse pour aller étudier la finance à Paris.
Une fois en France, Şinasi porte également son attention sur les mathématiques, la science et l'histoire, et commence à se familiariser avec la littérature et la vie intellectuelle françaises. Les idées des Lumières l'impressionnent ; il entretient des liens avec des auteurs comme Ernest Renan et Alphonse de Lamartine, et il fréquente les membres de la Société asiatique. Pendant ce séjour à Paris, il commence à traduire des œuvres françaises en turc ottoman.

## Carrière

### Dans l'administration

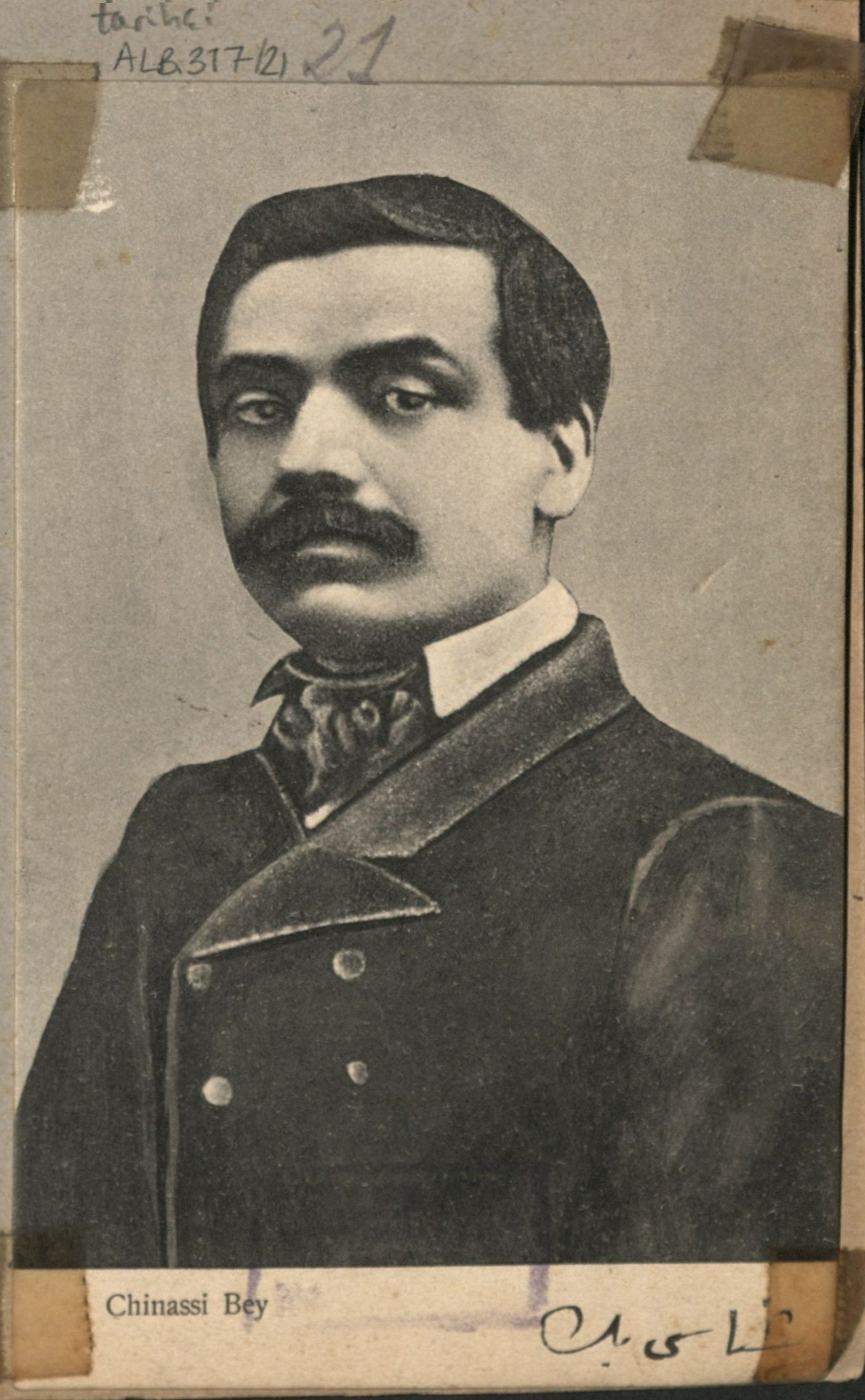
İbrâhim Şinâsi (date inconnue).

Şinasi entre dans la fonction publique ottomane vraisemblablement avant ses quinze ans.  À partir de son retour de France en 1853, il est amené à travailler au sein d'une commission chargée des affaires éducatives et de la réorganisation des écoles ottomanes. Il y reste jusqu'à son premier licenciement, avant d'être de nouveau embauché au sein de la même commission, puis d'être licencié une seconde fois en 1863, probablement pour ses activités parallèles de journaliste et des prises de position anti-gouvernementales et europhiles. La veille de son second licenciement, il publie un article qui défend le principe de représentation parlementaire en échange du paiement de l'impôt.
Après son licenciement, Şinasi retourne à Paris et recentre ses activités sur l'écriture et les études linguistiques. Il est possible que des désaccords avec des réformateurs de la période des Tanzimat comme Mehmed Emin Ali Pacha et Mehmed Fuad Pacha aient contribué à lui faire quitter le pays.

## Œuvres conservées
- Tercüme-i Manzume, traduction de poèmes français de La Fontaine, Lamartine, Gilbert et Racine (1859)
- Şair Evlenmesi, littéralement « Mariage d'un poète », pièce de théâtre (1859)
- Durub-i Emsal-i Osmaniye, recueil de proverbes turcs (1863)
- Müntahabat-ı Eş'ar, recueil de poèmes (1863)